# Helmina von Chézy

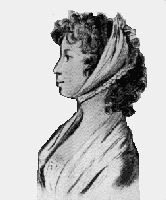
Helmina von Chézy.

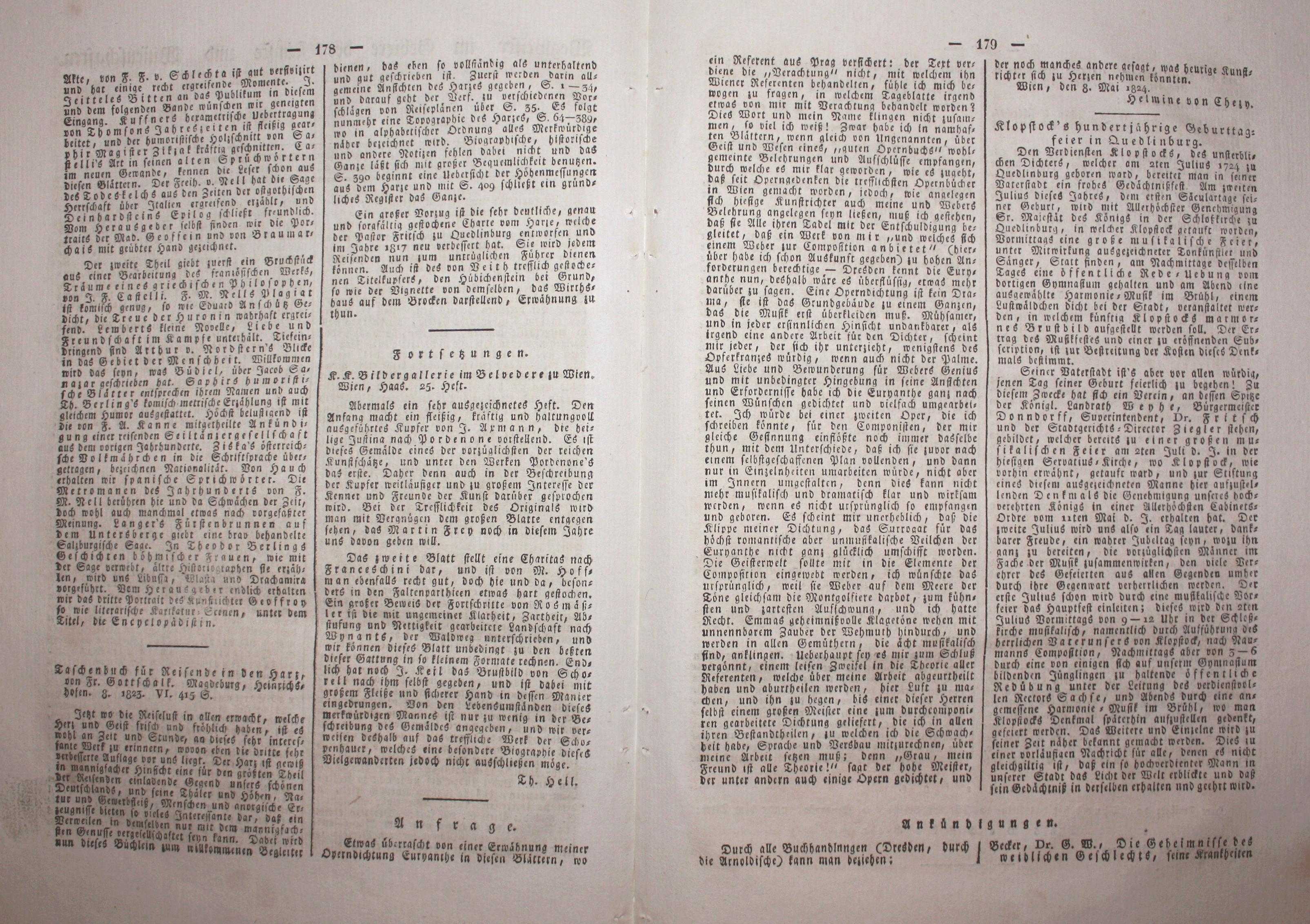
Chézys läsarbrev i en bilaga till Dresdner Abendzeitung 1824.

Helmina von Chézy, egentligen Wilhelmine Christiane de Chézy, född von Klencke den 26 januari 1783 i Berlin, död 28 februari 1856 i Genève, var en tysk journalist, diktare och librettist.
von Chézy tillhörde de så kallade pseudoromantikerna och förde efter två misslyckade äktenskap en kringflackande tillvaro. I sitt andra äktenskap, med Antoine-Léonard de Chézy, var hon mor till Wilhelm Theodor och Max von Chézy.
Carl Santesson påvisade att skördesången ur sagospelet Lycksalighetens ö av Per Daniel Amadeus Atterbom delvis är en översättning av "Der neue Narziss" av Helmina von Chézy.